# 샤부샤부

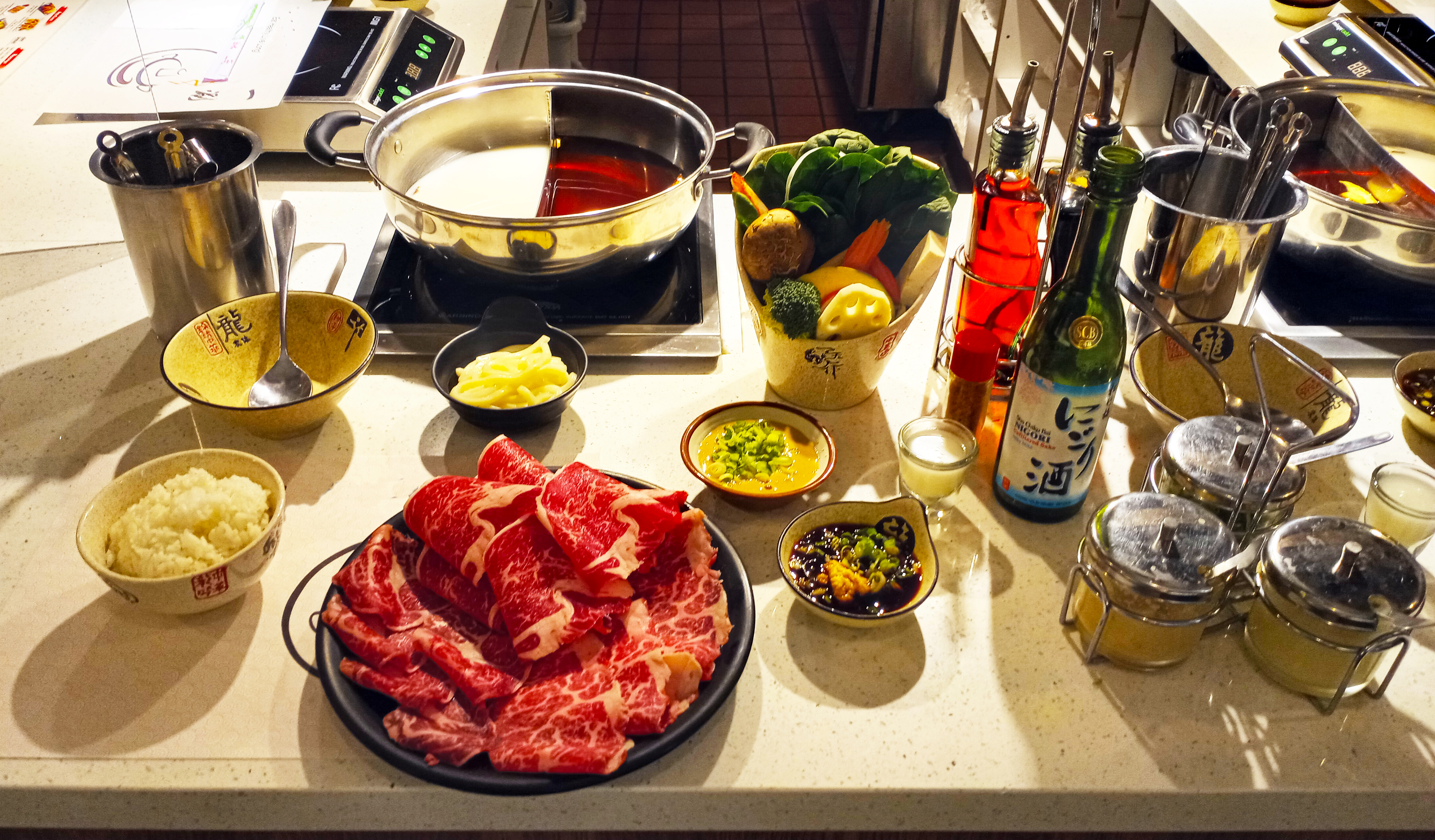
샤부샤부

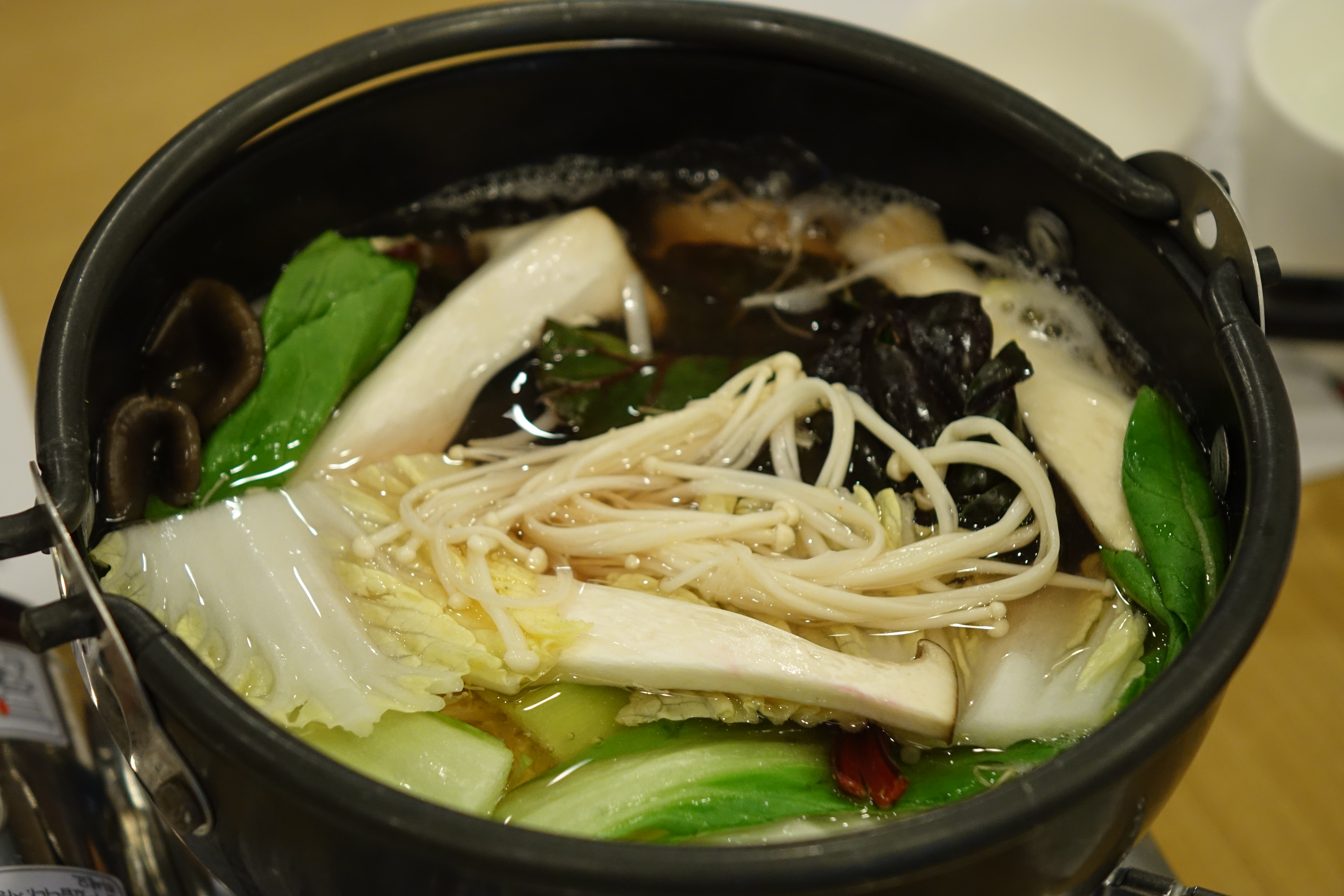
채식 샤부샤부

샤부샤부(일본어: しゃぶしゃぶ, 영어: shabu-shabu)는 끓는 국물에 얇게 썬 고기, 채소, 해물, 버섯, 두부 등을 데쳐 양념장과 함께 먹는 일본의 나베 요리이다. 샤부샤부(しゃぶしゃぶ)는 큰 양동이에 물수건을 헹구는 모습에서 착안된 요리로 알려져 있다. 또한 샤브샤브는 일본어의 의태어로 살짝살짝, 찰랑찰랑을 의미한다.

## 기원
몽골제국 때 기마병들이 양, 돼지, 소 등을 잡아 얇게 썰어 전투식량으로 쓰던 것이 기원이다.  
'샤부샤부'라는 요리의 명칭은 1952년 일본 오사카의 요리점인 '스에히로(スエヒロ)'가 샤브샤브를 메뉴로 내 놓을 때 처음 명명했다. 1955년에 상표등록을 했지만, 스에히로가 상표로 등록한 것은 '샤부샤부'가 아닌 '고기 샤부샤부'로 샤브샤브라는 단어를 어느 가게에서도 사용할 수 있도록 사장이 배려한 것이다. 다만 본래 샤브샤브라는 단어로 사용되던 요리였기 때문이라는 분석이 있다.
중국에는 샤부샤부와 거의 비슷한 '훠궈(火锅)'가 있지만 이건 변형된 것으로 훠궈의 기본은 재료를 오래 끓이는 탕이기 때문에 샤부샤부의 원조라고 할 수 없다. 하지만 중국에서도 80년대 이후 인기를 끌게 된 스타일의 훠궈는 고기를 데치는 스타일을 수용했다. 그러나 어디까지나 영향을 받은 정도로, '끓는 국물에 고기를 잠깐 동안 삶아서 건져내어 먹는다'는 기본 스타일만 유사하며, 나머지는 모두 다르다고 본다.

## 같이 보기
- 훠궈